# نارفا
نارڤا (بالروسية: Нарва) هي ثالث أكبر مدينة في إستونيا، تقع في أقصى شرق أستونيا قرب الحدود الروسية-الأستونية، يقطن المدينة نحو 65,886 نسمة.
ينين

## المناخ
يظهر الجدول التالي التغييرات المناخية على مدار السنة لنارفا:
| البيانات المناخية لـنارفا          | البيانات المناخية لـنارفا | البيانات المناخية لـنارفا | البيانات المناخية لـنارفا | البيانات المناخية لـنارفا | البيانات المناخية لـنارفا | البيانات المناخية لـنارفا | البيانات المناخية لـنارفا | البيانات المناخية لـنارفا | البيانات المناخية لـنارفا | البيانات المناخية لـنارفا | البيانات المناخية لـنارفا | البيانات المناخية لـنارفا | البيانات المناخية لـنارفا |
| الشهر                              | يناير                     | فبراير                    | مارس                      | أبريل                     | مايو                      | يونيو                     | يوليو                     | أغسطس                     | سبتمبر                    | أكتوبر                    | نوفمبر                    | ديسمبر                    | المعدل السنوي             |
| ---------------------------------- | ------------------------- | ------------------------- | ------------------------- | ------------------------- | ------------------------- | ------------------------- | ------------------------- | ------------------------- | ------------------------- | ------------------------- | ------------------------- | ------------------------- | ------------------------- |
| الدرجة القصوى °م (°ف)              | 8.6 (47.5)                | 10.6 (51.1)               | 16.0 (60.8)               | 25.7 (78.3)               | 30.1 (86.2)               | 32.7 (90.9)               | 33.0 (91.4)               | 34.0 (93.2)               | 29.9 (85.8)               | 21.0 (69.8)               | 11.5 (52.7)               | 8.3 (46.9)                | 34.0 (93.2)               |
| متوسط درجة الحرارة الكبرى °م (°ف)  | −3.2 (26.2)               | −3.1 (26.4)               | 1.6 (34.9)                | 8.7 (47.7)                | 15.7 (60.3)               | 19.9 (67.8)               | 21.7 (71.1)               | 20.2 (68.4)               | 14.4 (57.9)               | 8.3 (46.9)                | 2.0 (35.6)                | −1.4 (29.5)               | 8.7 (47.7)                |
| المتوسط اليومي °م (°ف)             | −5.8 (21.6)               | −6.2 (20.8)               | −2.0 (28.4)               | 4.0 (39.2)                | 10.1 (50.2)               | 14.8 (58.6)               | 16.9 (62.4)               | 15.4 (59.7)               | 10.3 (50.5)               | 5.4 (41.7)                | −0.1 (31.8)               | −3.8 (25.2)               | 4.9 (40.8)                |
| متوسط درجة الحرارة الصغرى °م (°ف)  | −8.9 (16.0)               | −9.7 (14.5)               | −5.4 (22.3)               | −0.1 (31.8)               | 4.4 (39.9)                | 9.3 (48.7)                | 11.7 (53.1)               | 10.7 (51.3)               | 6.3 (43.3)                | 2.5 (36.5)                | −2.5 (27.5)               | −6.7 (19.9)               | 0.9 (33.6)                |
| أدنى درجة حرارة °م (°ف)            | −37.3 (−35.1)             | −37.4 (−35.3)             | −27.8 (−18.0)             | −13.7 (7.3)               | −5.8 (21.6)               | −0.9 (30.4)               | 2.6 (36.7)                | −0.5 (31.1)               | −5.4 (22.3)               | −12.4 (9.7)               | −22.9 (−9.2)              | −42.6 (−44.7)             | −42.6 (−44.7)             |
| الهطول مم (إنش)                    | 36 (1.4)                  | 28 (1.1)                  | 33 (1.3)                  | 32 (1.3)                  | 43 (1.7)                  | 62 (2.4)                  | 75 (3.0)                  | 89 (3.5)                  | 76 (3.0)                  | 72 (2.8)                  | 54 (2.1)                  | 47 (1.9)                  | 646 (25.4)                |
| متوسط أيام هطول الأمطار (≥ 1.0 mm) | 11                        | 8                         | 9                         | 8                         | 7                         | 9                         | 10                        | 11                        | 12                        | 13                        | 14                        | 12                        | 124                       |
| متوسط الرطوبة النسبية (%)          | 86                        | 84                        | 79                        | 72                        | 67                        | 73                        | 76                        | 79                        | 83                        | 84                        | 87                        | 87                        | 80                        |
| ساعات سطوع الشمس الشهرية           | 29.6                      | 60.3                      | 123.9                     | 178.4                     | 274.5                     | 284.0                     | 286.7                     | 231.0                     | 133.2                     | 76.0                      | 26.8                      | 16.5                      | 1٬718٫7                   |
| المصدر: Estonian Weather Service   |                           |                           |                           |                           |                           |                           |                           |                           |                           |                           |                           |                           |                           |

## توأمة
لنارفا اتفاقيات توأمة مع كل من:
- آيفانغورود
- Tinglev Parish [الإنجليزية]‏
- دونيتسك
- لاهتي
- بارنو
- Karlskoga Municipality [الإنجليزية]‏
- تشورنومورسك
- بيتروزوفودسك (1 أكتوبر 2011 - )

## أعلام
- فلاديسلاف ايفانوف
- فاليري كاربن
- فريتز فون شولتس
- إيغور كوزمين
- بول كيرس
- نيكولاي ستيبولوف